# Championnat d'Espagne de baseball 2011
Navigation
2010 2012
Le Championnat d'Espagne de baseball 2011 est la 68e édition de cette épreuve. Le coup d'envoi du championnat est donné le 7 avril.
Le FC Barcelone remporte le titre, 55 ans après son dernier sacre.

## Format
Chaque club dispute 36 matchs en saison régulière. Le premier au classement est sacré champion.
Le dernier de la saison régulière est relégué en fin de saison au profit du vainqueur de la deuxième division espagnole.

## Clubs participants
| \| Barcelone: FC Barcelone Sant Boi CBS Viladecans CB Îles Canaries: Marlins Puerto de la Cruz Astros de Valence Béisbol Navarra Barcelone Halcones de Vigo CD Pampelune San Inazio Bilbao Red Sox de Séville \| Localisation des clubs engagés dans le championnat. |
| Barcelone: FC Barcelone Sant Boi CBS Viladecans CB Îles Canaries: Marlins Puerto de la Cruz Astros de Valence Béisbol Navarra Barcelone Halcones de Vigo CD Pampelune San Inazio Bilbao Red Sox de Séville                                                           |

| Équipe                    | Ville                            | Stade                      | Capacité | Titres |
| ------------------------- | -------------------------------- | -------------------------- | -------- | ------ |
| Astros de Valence         | Valence (Communauté valencienne) | Campo Federativo del Turia |          | 0      |
| Béisbol Navarra           | Pampelune (Navarre)              |                            |          | 0      |
| FC Barcelone              | Barcelone (Catalogne)            |                            |          | 3      |
| Halcones de Vigo          | Vigo (Galice)                    |                            |          | 0      |
| CD Pampelune              | Pampelune (Navarre)              | Campus de Arrosadía        |          | 0      |
| San Inazio Bilbao         | Bilbao (Pays basque)             | El Fango                   |          | 0      |
| Sant Boi CBS              | Barcelone (Catalogne)            | Camp Municipal Sant Boi    |          | 2      |
| Marlins Puerto de la Cruz | Los Realejos (îles Canaries)     |                            |          | 5      |
| Viladecans CB             | Barcelone (Catalogne)            |                            |          | 21     |
| Red Sox de Séville        | Séville (Andalousie)             |                            |          | 0      |

## Saison régulière
| Pl. | Équipe              | J  | V  | D  | %    |
| --- | ------------------- | -- | -- | -- | ---- |
| 1   | FC Barcelona        | 36 | 33 | 3  | .917 |
| 2   | Sant Boi            | 36 | 26 | 10 | .722 |
| 3   | Marlins Puerto Cruz | 34 | 23 | 11 | .676 |
| 4   | Astros              | 36 | 24 | 12 | .667 |
| 5   | C.B. Viladecans     | 36 | 24 | 12 | .667 |
| 6   | San Iniazo Bilbao   | 36 | 15 | 21 | .417 |
| 7   | Halcones de Vigo    | 34 | 12 | 22 | .353 |
| 8   | Béisbol Navarra     | 36 | 12 | 24 | .333 |
| 9   | C.D. Pamplona       | 36 | 8  | 28 | .222 |
| 10  | Sevilla Redsox      | 36 | 1  | 35 | .028 |